# Химмин
Химмин (араб. حمين‎) — небольшой город на северо-западе Сирии, расположенный на территории мухафазы Тартус. Входит в состав района Дурейкиш. Является центром одноимённой нахии.

## Географическое положение
Город находится в центральной части мухафазы, на западных склонах южной части хребта Ансария, на высоте 252 метров над уровнем моря.

Химмин расположен на расстоянии приблизительно 12 километров к востоку от Тартуса, административного центра провинции и на расстоянии 151 километра к северо-северо-западу (NNW) от Дамаска, столицы страны.

## Население
По данным официальной переписи 2004 года численность населения города составляла 2222 человека (1097 мужчин и 1125 женщин). Насчитывалось 428 домохозяйств.

## Транспорт
Ближайший гражданский аэропорт — Международный аэропорт имени Басиля Аль-Асада.